# Microclysia pristopera
Microclysia pristopera là một loài bướm đêm trong họ Geometridae.